# La Nuit de carnaval
Pour plus de détails, voir Fiche technique et Distribution.
La Nuit de carnaval (en russe : Карнавальная ночь, Karnavalnaya noch) est une comédie musicale romantique soviétique réalisée par Eldar Riazanov et sortie en 1956.
C'est le premier film à succès de Riazanov, Lioudmila Gourtchenko y tient son premier rôle et l'interprétation du comédien populaire Igor Ilinski est l'un de ses rôles les plus importants. C'est aussi le film qui a comptabilisé le plus d'entrées au box-office soviétique de 1956 avec un total de 48 millions de billets vendus.
En 2006, le réalisateur écrira et tournera, cinquante ans après la sortie du film, La Nuit de carnaval 2, ou 50 ans plus tard (ru) (Карнавальная ночь-2, или 50 лет спустя), un film adapté à la société russe des années 2000 et qui est à la fois un hommage à son film à succès et une sorte de remake.

## Synopsis
Le personnel de l'Institut d'économie se prépare pour assister au programme annuel de divertissement donné à l'occasion du Nouvel An et qui comporte de la danse et du chant, du jazz, ainsi que des tours de magie. Soudain, l'annonce est faite qu'un nouveau directeur a été désigné et qu'il est sur le point d'arriver. Ainsi le bien-nommé Ogourtsov (« cornichon ») surgit et désapprouve le programme. Il critique chaque numéro qu'on lui présente et impose des corrections qui les vide de toute fantaisie. En complément, il prévoit une lecture des rapports annuels avec la présentation des progrès réalisés par l'Institut, une conférence scientifique sur la question « la planète Mars est-elle habitée ? », le tout éventuellement accompagné d'un peu de musique sérieuse, jouée par l'orchestre des anciens combattants en remplacement des jeunes musiciens de jazz.
Évidemment, personne ne veut changer le programme quelques heures avant le spectacle, et encore moins de le remplacer par quelque chose de si ennuyeux ! Tous font équipe afin de contrer les projets d'Ougourtsov, tout en faisant semblant d'appliquer ses directives.

## Fiche technique
- Titre original : Karnavalnaya noch
- Titre : La Nuit de carnaval
- Réalisation : Eldar Riazanov
- Scénario : Boris Laskine, Vladimir Poliakov
- Décors : Constantin Efimov, Oleg Gross
- Photographie : Arkadi Koltsati
- Son : Viktor Zorine
- Montage : Alexandra Kamagorova
- Musique : Anatoli Lepine
- Société de production : Mosfilm
- Pays d'origine : Union soviétique
- Langue originale : russe
- Format : couleur
- Genre : Musical
- Durée : 78 minutes
- Dates de sortie :
  -  Union soviétique : 29 décembre 1956

## Distribution
- Igor Ilyinski : Serafim Ivanovitch Ogourtsov
- Ludmila Gourtchenko : Lena Krylova
- Youri Belov : Gricha Koltsov
- Andreï Toutychkine : Fiodor Petrovitch Mironov, le comptable
- Olga Vlassova : Adelaïda Kouzminitchna Romachkina
- Tamara Nossova : Tossia Bouryguina
- Gueorgui Koulikov : Sérioja Oussikov
- Guennadi Youdine : le chef de l'orchestre de jazz
- Vladimir Zeldine : le clown Tip
- Inna Oulianova : épisode, invitée en robe verte
- Boris Petker : le clown Top
- Sergueï Filippov : camarade Nekadilov, le conférencier
- Sœurs Chméliov (Valentina, Yevguénia et Olga) : les serveuses chantantes
- Boris Goussakov : danseur
- Youri Goussakov : danseur
- Tamara Sokolova : danseuse
- Larissa Chepitko : jeune invitée à la fête

## Réception
Sorti trois ans après la mort de Staline, La Nuit du Carnaval est un film joyeux qui tourne en ridicule un directeur tyrannique qui veut imposer un esprit « positif », éducatif et moralisateur au spectacle. Uniquement distribué en URSS et dans les « pays frères », le film connu un succès considérable avec 48 millions d'entrées payantes, et de nombreuses rediffusions télévisées en fin d'année. En revanche, le film, jugé trop léger par les autorités culturelles officielles, ne connut pendant des années aucune diffusion auprès du public occidental. 